# 短尾烏鮫
短尾烏鮫（学名：Etmopterus brachyurus），又名短尾烏鯊、黑沙，为燈籠棘鮫科烏鯊屬下的一个种。

## 扩展阅读
- 維基物種上的相關：短尾烏鮫